# 日比野丈夫
日比野 丈夫（ひびの たけお、1914年（大正3年）3月4日 - 2007年（平成19年）7月2日）は、日本の東洋学者、歴史学者（歴史地理学）。京都市生まれ。祖先は高須藩（現在の岐阜県海津市）に代々仕えた漢学者の家柄。

## 来歴
京都一中、三高を経て、1936年京都帝国大学文学部史学科東洋史専攻卒業。1936年東方文化学院京都研究所嘱託、1942年東方文化研究所副研究員。この間、中国留学（39-41年）や出張（43年）によって、中国国内の遺跡の実地調査に当たる。
1948年京都大学人文科学研究所研究員。49年助手、51年講師、57年助教授、68年教授。59年「居庸関」（共同研究）により、日本学士院賞受賞。62年『漢代歴史地理研究』により文学博士。1969年（昭和44年）、文部省在外研究員となり、フランス・イギリスに出張する。1977年（昭和62年）、京都大学を定年退官、名誉教授。
1977年、追手門学院大学の教授となる。1980年（昭和55年）より大手前女子大学教授、学長となる。

## 著書
- 『世界の歴史 別巻 年表』河出書房新社 1972
- 『中国の歴史 10 目で見る中国の歴史』講談社 1975
- 『中国歴史地理研究』日比野博士論文編集委員会編 同朋舎出版部 1977.3
- 『図説 中国の歴史4 華麗なる隋唐帝国』講談社 1977.3
- 『中国石刻大観・精粋篇題跋集』同朋舎出版 1993.3

## 共編著
- 『五台山』小野勝年共著、座右宝刊行会 1942／改訂版・平凡社東洋文庫 1995
- 『蒙疆に於ける最近の考古学的発見』水野清一共著 大和書院 1943
- 『蒙疆考古記』小野勝年共著 学芸社星野書店 1946
- 『新講座地理と世界の歴史 アジア篇』羽田明・西村睦男共編 雄渾社 1956-57
- 『山西古蹟志』京都大学人文科学研究所研究報告 水野清一共著 中村印刷出版部 1956
- 『図説世界文化史大系 別巻 世界文化史必携』角川書店 1961
- 『世界歴史 第4巻 東アジア世界』 羽田明共編 人文書院 1965
- 『東洋の歴史 第3巻 秦漢帝国』責任編集 人物往来社 1966、中公文庫 2000
- 『東洋の歴史 第13巻 人名事典』 外山軍治共編 人物往来社 1967
- 『華僑』須山卓・蔵居良造共著 日本放送出版協会「NHKブックス」1967
- 『世界史年表』共編 河出書房新社 1973
- 『水経注抄 中国古典文学大系21』森鹿三共編訳、平凡社 1974、復刊1995